# Sandra Houben-Meessen
Alexandra (Sandra) Houben-Meessen (Eupen, 6 februari 1968) is een Belgisch Duitstalig politica voor de CSP.

## Levensloop
Sandra Houben-Meessen behaalde in 1988 een graduaat in ergotherapie aan de Provinciale Hogeschool voor Ergotherapie en Kinesitherapie in Luik. Van 1993 tot 1996 volgde ze tevens een technische opleiding in secretariaat in het voortgezet onderwijs en van 2004 tot 2007 volgde ze via afstandsonderwijs een studie theologie aan de Katholieke Academie van Würzburg. Van 1989 tot 2006 werkte Houben als ergotherapeut in de ouderenzorg en in 2019 ging ze aan de slag als sociaalpedagogisch deskundige en projectmanager bij het regionaal centrum voor kinderopvang van de Duitstalige Gemeenschap. 
Voor de christendemocratische CSP werd Houben-Meessen in oktober 2006 verkozen tot gemeenteraadslid van Lontzen. Van 2006 tot 2018 was ze schepen van de gemeente, met de bevoegdheden Onderwijs, Jeugd, Cultuur, Senioren, Gezin en Sociale Zaken. 
In december 2018 trad ze toe tot het Parlement van de Duitstalige Gemeenschap als opvolgster van Luc Frank, die burgemeester van Kelmis werd. Na de verkiezingen van mei 2019 kon Houben-Meessen in dit parlement blijven zetelen als vervangster van Europees Parlementslid Pascal Arimont. Ze bleef Duitstalig parlementslid tot aan de verkiezingen van juni 2024, waarbij zij niet meer opkwam.